# Jagdwissenschaft
Die Jagdwissenschaft oder Jagdkunde ist Lehre und die Wissenschaft von der Jagd, die sowohl auf natur- als auch auf geisteswissenschaftlichen Grundlagen fußt. Dies sind einerseits die Biologie und Ökologie des Wildes, andererseits die Rechtskunde, Geschichte, Kultur- und Sozialwissenschaften, soweit sie sich auf Jagd und Jäger beziehen.

## Geschichte
Das Wort Jagdwissenschaft ist erstmals bei Flemming 1719 nachzuweisen. Die darunter verstandene Disziplin wird anfänglich von den Kameralisten entwickelt, unter denen Stisser und Gottfried von Moser besondere Bedeutung zukommt. Sie steht aber seit den achtziger und neunziger Jahren des 18. Jahrhunderts in enger Verbindung neben der rasch sich entwickelnden Forstwissenschaft.
Die Koppelung beider Disziplinen führt im Laufe des 19. Jahrhunderts zur Vernachlässigung der jagdwissenschaftlichen Forschung und Lehre an allen forstlichen Lehranstalten. Dieser Vorgang wird im Zusammenhang mit dem Lebenswerk von Bechstein, G. L. Hartig, Pfeil (Eberswalde) und Cotta (Tharandt) verfolgt. In den 1880er Jahren bahnt sich, da die Integration der Jagdwissenschaft in die Forstwissenschaft zu einem völligen Stillstand geführt hat, eine neue Entwicklung außerhalb der institutionellen Lehr- und Forschungsinstitute an.
Mehrere Schwerpunkte der Thematik lösen einander ab: gegen Ende des 19. Jahrhunderts zuerst Probleme der Kynologie, um die Jahrhundertwende Fragen der Ballistik, dann die Wildkrankheiten und in den 1920er Jahren juristische Überlegungen, die dem Reichsjagdgesetz von 1934 vorangehen. 1907 ruft Rörig vergeblich zur Gründung eines Reichsinstituts für Jagdkunde auf, 1911 wird durch den Verleger Julius Neumann das private Institut für Jagdkunde gegründet; der Träger wird die Gesellschaft für Jagdkunde. Ulrich Scherping setzt sich schon in der Weimarer Republik für eine eigenständige Jagdwissenschaft ein, hat aber erst nach 1933, im Rahmen der Gleichschaltung unter Protegierung von Hermann Göring Erfolg im neuen Reichsjagdgesetz. Die damit verbundenen Aufgaben werden verteilt auf die Forschungsstelle Deutsches Wild in Werbelinsee-Schorfheide, das Institut für Jagdkunde in Berlin-Wannsee, welches auch für die Zeitschrift für Jagdkunde verantwortlich zeichnet, und auf das mit einem Lehrstuhl verknüpfte Institut für Jagdkunde an der seit 1939 zur Georg-August Universität in Göttingen gehörigen forstlichen Hochschule in Hann. Münden.

## Heute
Heute gibt es an mehreren Hochschulen Lehrstühle für Jagdwissenschaft und weitere Institute der Jagdwissenschaft:
- Dozentur für Wildökologie und Jagdwirtschaft an der TU Dresden unter der Leitung von Sven Herzog[2]
- Institut für Wildbiologie und Jagdkunde und des Naturschutzbundes der Universität Göttingen unter der Leitung von Antal Festetics[3]
- Institut für Wildtierforschung an der Tierärztlichen Hochschule Hannover
- Arbeitsgruppe Wildbiologie und Wildtiermanagement am Lehrstuhl Tierernährung der Universität München
- Forschungsstelle für Jagdkunde und Wildschadensverhütung des Landes Nordrhein-Westfalen in Bonn
- Gesellschaft für Wildtier- und Jagdforschung e. V. in Burghausen/Halle-Wittenberg
- Forstzoologisches Institut der Universität Freiburg/Br. – Arbeitsbereich Wildökologie und Jagdwirtschaft

Die Institute sind zusammengeschlossen in der Arbeitsgemeinschaft wildbiologischer und jagdkundlicher Forschungsstätten.
Weitere Forschungsstellen gibt es in Baden-Württemberg, an der Justus-Liebig-Universität in Gießen, in Bamberg und Kiel. Im deutschen Raum wird die Jagdwissenschaft gefördert durch den Stifterverband für Jagdwissenschaft e. V. Eine lose Vereinigung von Jagdwissenschaftlern bildet der Internationale Ring der Jagdwissenschaftler., später unter dem Namen International Union of Game Biologists.

## Jagdwissenschaftler
- Kurt Lindner (1906–1987), Unternehmer und Jagdhistoriker
- Erhard Ueckermann (1924–1996), Jagd- und Forstwissenschaftler
- Egon Wagenknecht (1908–2005), Forst- und Jagdwissenschaftler